# Stora Kangekärr
Stora Kangekärr är en sjö i Lerums kommun i Västergötland och ingår i Göta älvs huvudavrinningsområde. Sjön är 11 meter djup, har en yta på 0,046 kvadratkilometer och befinner sig 110 meter över havet. Sjön ligger i vildmarksområdet Risveden.